# مریوری هرناندز
مریوری هرناندز (انگلیسی: Maryorie Hernández؛ زادهٔ ۲۰ مارس ۱۹۹۰) بازیکن فوتبال اهل شیلی است.
وی همچنین در تیم ملی فوتبال زنان شیلی بازی کرده‌است.